# Der Jasager
Der Jasager (literalmente El que dice sí; también podría traducirse como El afirmador, Él dijo sí o El asentidor) es una ópera (específicamente, una Schuloper u "ópera escolar") con música de Kurt Weill y libreto en alemán de Bertolt Brecht, basado en la traducción de Elisabeth Hauptmann de la versión inglesa de Arthur Waley del drama Nō japonés Taniko. Se estrenó en Berlín por estudiantes de la Akademie für Kirchen und Schulmusik en el Zentralinstitut für Erziehung und Unterricht el 23 de junio de 1930 y retransmitida simultáneamente por la radio. Tuvo éxito y tuvo más de 300 representaciones durante los siguientes tres años.
Brecht posteriormente revisó el texto dos veces, la versión final incluyó Der Neinsager (El que dice no), sin música.

## Personajes
| Personaje          | Tesitura      | Reparto del estreno, 23 de junio de 1930 (Director: Kurt Drabeck) |
| ------------------ | ------------- | ----------------------------------------------------------------- |
| El chico           | tiple         |                                                                   |
| La madre           | mezzosoprano  |                                                                   |
| El maestro         | barítono      | Otto Hopf                                                         |
| Primer estudiante  | tiple o tenor |                                                                   |
| Segundo estudiante | tiple o tenor |                                                                   |
| Tercer estudiante  | tiple o tenor |                                                                   |